# Templo de Portuno
El Templo de Portuno es un templo romano construido en el siglo I a. C. en la ciudad de Roma, localizándose en el Foro Boario.

## Descripción y Antigüedad
Es una construcción religiosa  de planta rectangular. El templo de Portuno se encuentra situado en la zona del puerto fluvial del río Tíber, cerca del puente Emilio, y fue construido alrededor de 80/70 a. C..  
Este templo es próstilo, tetrástilo y pseudoperíptero. ya que tiene cuatro columnas en el frente y siete semicolumnas en los lados. Es de orden jónico, con columnas de una altura aproximada de 8 metros, recubiertas de estuco para darle un acabado más esbelto y refinado. Las cuatro columnas, junto con las semicolumnas que hacen esquina, están hechas de travertino, mientras que el resto están hechas de tufo volcánico. El frontón, que sobresale mucho, y el entablamento son lisos. Se accede a él a través de una escalinata frontal.  
Tradicionalmente ha sido considerado como el templo de la Fortuna Viril, pero hoy en día se piensa que estuvo dedicado a Portuno, divinidad protectora del puerto fluvial. 

## Edad Media
El hecho de que este templo haya llegado hasta nuestros días en un excelente estado de conservación se debe a que en el siglo IX se convirtió en una iglesia dedicada a Santa María Egipcíaca, patrona de las prostitutas arrepentidas, abriéndose algunas ventanas en el interior y poco más. Posteriormente, en el siglo XVI, el edificio pasó a una orden monacal armenia, la cual realizó algunas reformas, pero que apenas afectaron al edificio, construyéndose diversos edificios contra sus muros, los cuales fueron demolidos durante el régimen fascista de Mussolini en los años 1930.

## Galería de imágenes

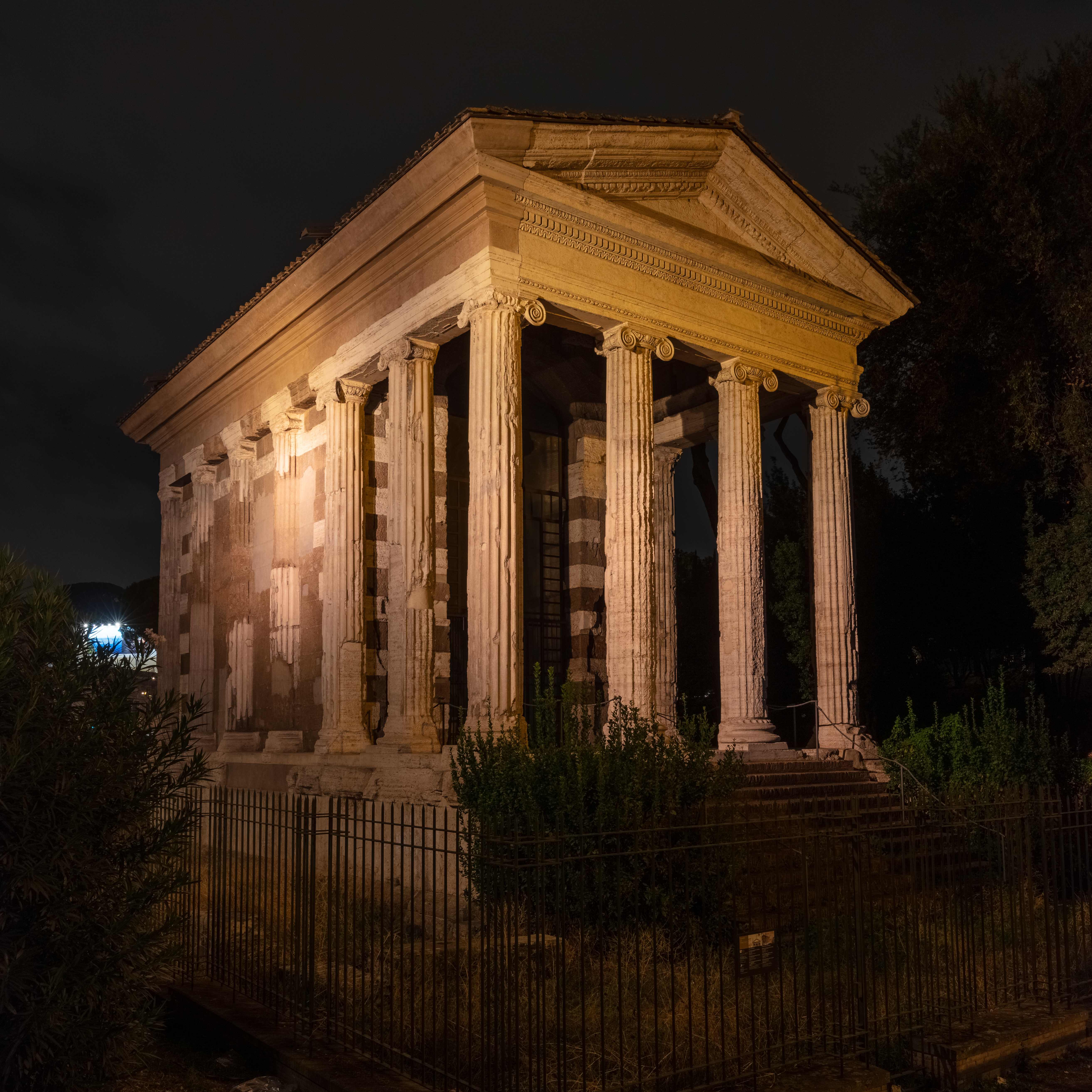
Vista nocturna.
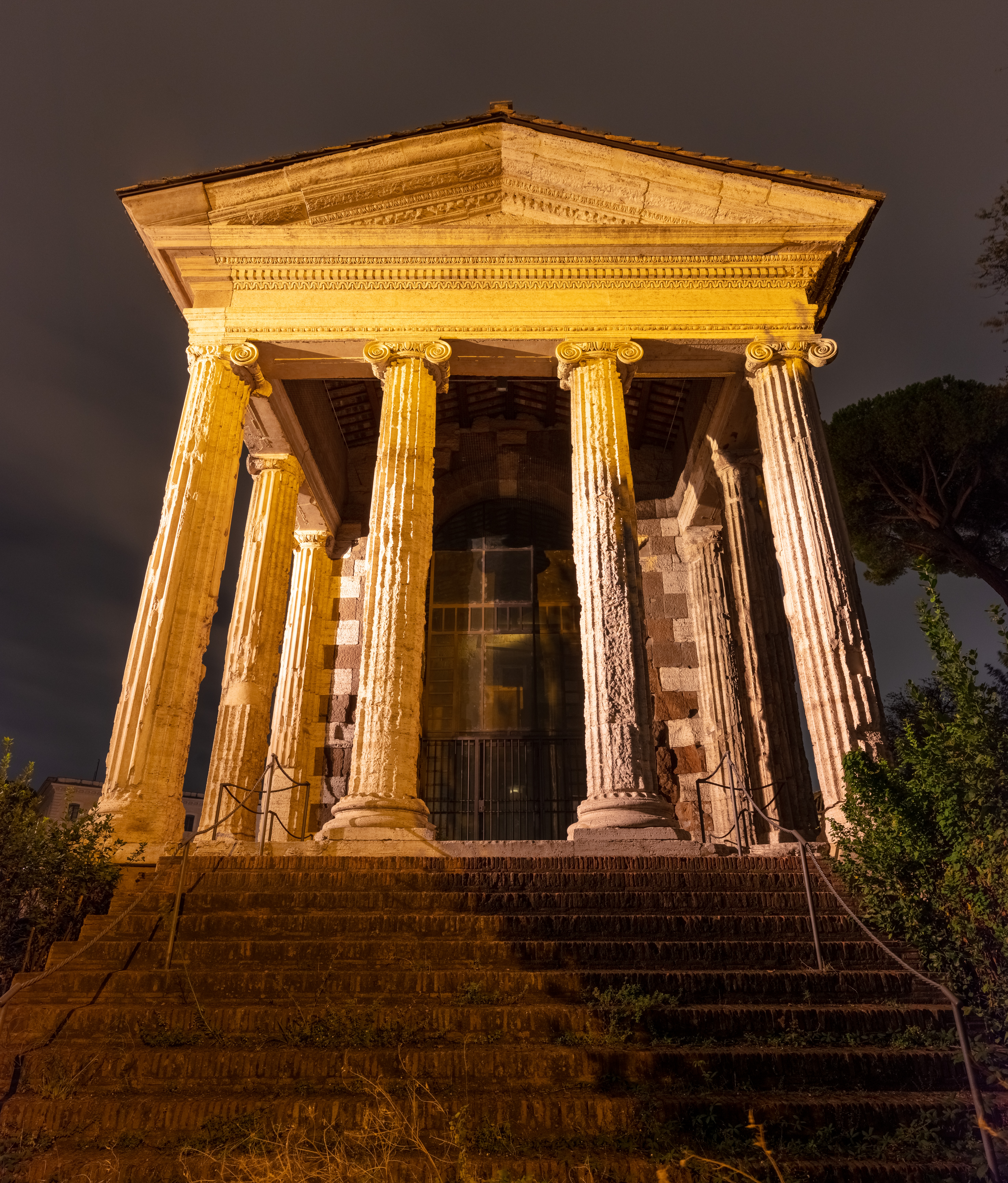
Vista frontal.
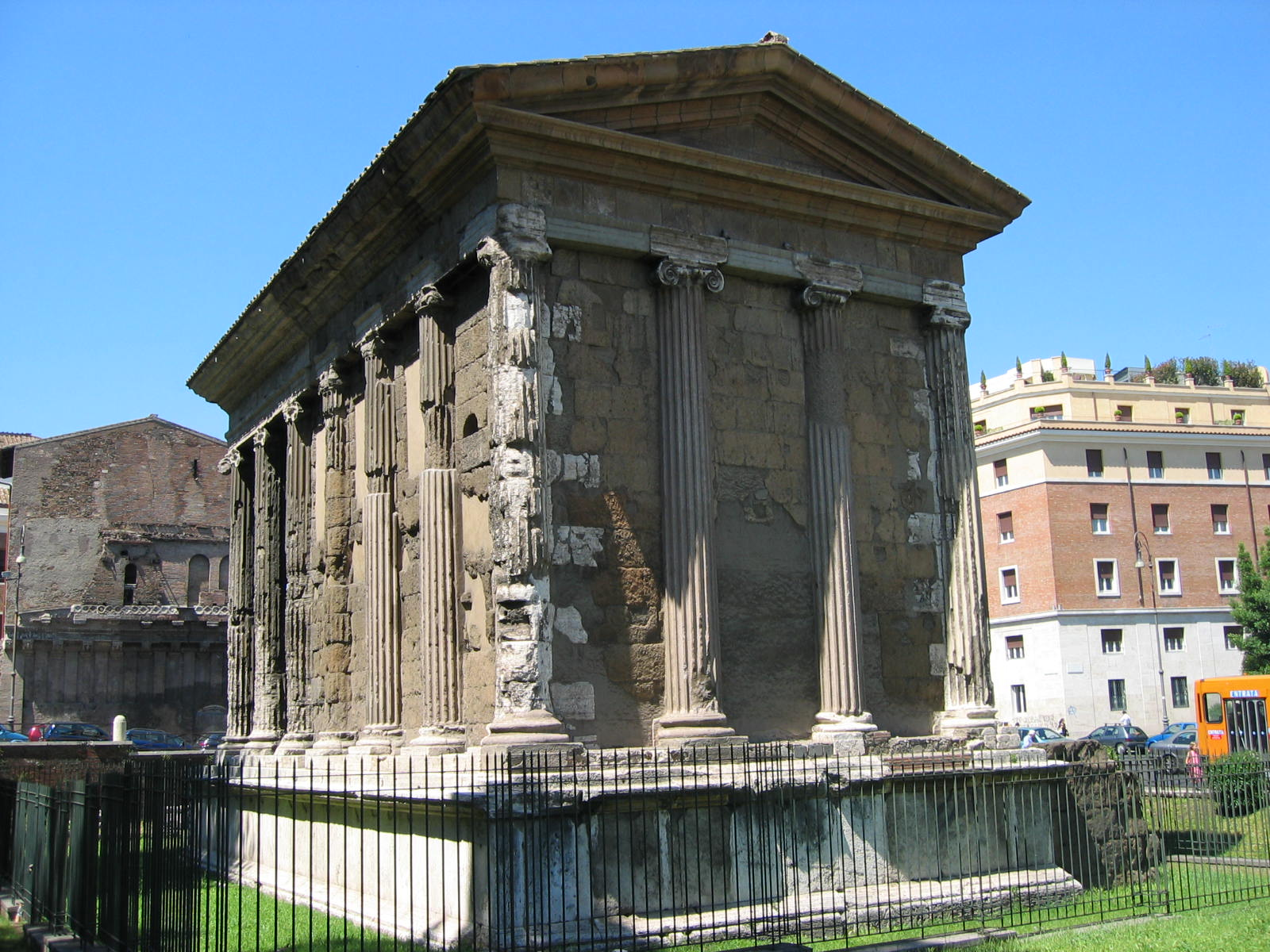
Parte trasera del templo.
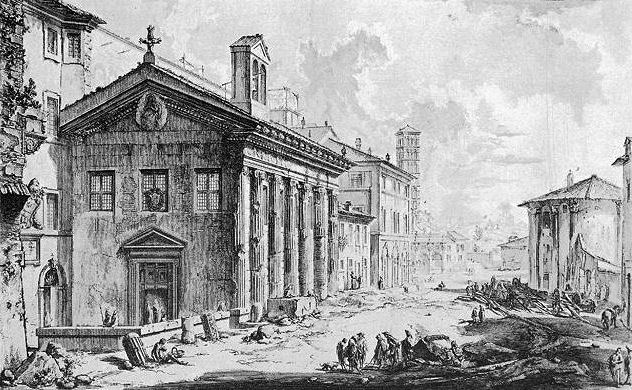
Santa María Egipcíaca según un grabado de Giovanni Battista Piranesi.